# Floresta Nacional do Jamari
A Floresta Nacional do Jamari foi criada em 25 de setembro de 1984. Situa-se nos municípios de Itapuã do Oeste e Cujubim, no Estado de Rondônia.
Tem área de 220 mil hectares é caracterizada como floresta ombrófila densa e ombrófila aberta.
Teve seu Plano de Manejo aprovado e publicado em setembro de 2005 e em 2008 destinou uma área de 96 mil hectares para concessão florestal, o que a torna a primeira Floresta Nacional a passar por este tipo de processo de licitação no Brasil.
A divisão inicial da Floresta em três Unidades de Manejo Florestal (UMF) contava com a seguinte organização: UMF I, administrada pela concessionária a MADEFLONA Industrial Madeireira Ltda (Madeflona), com 17.178,7122 hectares; UMF II, administrada pela concessionária Sakura Indústria e Madeiras Ltda, com  32.988,1182 hectares; e UMF III, administrada pela concessionária Amata S/A, com 46.184,253 hectares. Todo o processo de concessão florestal foi conduzido pelo Serviço Florestal Brasileiro. No entanto, esta configuração se alterou a partir de 2012 por uma série de ações judiciais, o que culminou numa nova organização e licitação das UMFs da Floresta.
Além do manejo florestal, outras atividades são desenvolvidas no interior da Floresta Nacional do Jamari, como mineração de cassiterita, visitação, extrativismo vegetal e pesca esportiva.

## Acesso
O acesso à Floresta Nacional do Jamari, partindo-se de Porto Velho, é feito pela BR-364, no sentido Sul, percorrendo-se um trecho aproximado de 110 km, passando-se pelos municípios de Candeias do Jamari e Itapuã do Oeste, e pegando-se a RO-452, à esquerda, num percurso de 8 km de estrada de terra.
A rodovia federal BR-364 encontra-se asfaltada e em bom estado de conservação nesse trecho. A estadual RO-452 recebe constante manutenção,assim como a maior parte das vias internas de circulação da Unidade.

## Caracterização da Floresta Nacional do Jamari

### Clima
Predomina o clima tropical úmido e quente durante todo o ano, com insignificante amplitude térmica anual. Segundo a classificação de Köppen, esta área possui um clima tipo Aw-Clima Tropical Chuvoso,com período seco bem definido durante a estaçõa de inverno, quando ocorre na região um moderado déficit hídrico.
O período mais chuvoso ocorre no verão, de outubro a abril, enquanto que o período mais seco ocorre entre junho e agosto, sendo maio e setembro os meses de transição.

### Relevo, geomorfologia e geologia
Na área correspondente à Floresta Nacional do Jamari e sua Zona de Amortecimento (ZA) há a predominância das Unidades Denudocionais, do tipo Superfície de Aplainamento Nível II. Esta superfície constitui uma unidade com ampla distribuição na área, ocorrendo sobre rochas do embasamento cristalino. As cotas atingidas por esta superfície distribuem-se no intervalo de 200 a 300 metros, apresentando igualmente uma densidade variável de inselberges.
Localmente,identificaram-se cinco feições geomorfológicas principais: Superfícies Tabulares, Agrupamento de Morros e Colinas, Superfície de Aplainamento, Planícies Inundáveis e Vale, Depressões, Lagos, Deltas/Cones.
Os embasamentos pré-rondonianos, granitos jovens de Rondônia, Formação Detrítica Solimões, Terraços Fluviais Pleistocênicos e Coberturas Quaternárias-Neogênicas, são as formações que ocorrem na Floresta Nacional do Jamari.

### Solos
São seis os tipos de solos, distribuídos em 4 ordens primárias, existentes no interior da Floresta Nacional do Jamari: Regossolos; Solos Concrecionários Distróficos;Latossolos (Amarelos Distróficos, Vermelho-Amarelos Distróficos e Vermelho-Escuro Distróficos); e Podzólicos Vermelo-Amarelos Distróficos.

### Hidrografia e hidrologia
Os ambientes aquáticos encontrados na Floresta Nacional do Jamari, originalmente são lóticos, formados pelas bacias dos rios Jacundá, Jamari e Preto do Crespo.